# Южноафриканский таможенный союз

Страны Южноафриканского таможенного союза

Южноафриканский таможенный союз (англ. Southern African Customs Union (SACU)) — торгово-экономический союз стран Южной Африки.

## История создания
Южноафриканский таможенный союз — один из старейших таможенных союзов в мире. Он был основан в 1910 г. по Соглашению о таможенном союзе между Южно-Африканским Союзом (Union of South Africa), Бечуаналендом (the High Commission Territories of Bechuanaland), Басутолендом (Basutoland) и Свазилендом (Swaziland). С установлением независимости этих территорий Соглашение было переутверждено 11 декабря, 1969. Союз, заключённый между ЮАР, Ботсваной, Лесото и Свазилендом был назван Южноафриканским таможенным союзом. Соглашение официально вступило в силу 1 марта 1970. После установления независимости в Намибии в 1990, она стала 5-м членом Союза.
Ныне действующий договор о Южноафриканском союзе был заключен теми же пятью странами в 2002 г., вступил в силу в июле 2004 г.
В ЮАТС входят страны, различающиеся по размерам и уровню экономического развития, отраслевой структуре, системам экономического и торгово-политического регулирования, государственному устройству. Если ВВП на душу населения Ботсваны составлял в 2010 г. 15 180 долл, (что сопоставимо с такими странами, как Аргентина, Россия и Ливан), то аналогичный показатель Королевства Лесото равен всего 1351 долл.
Лидирующая роль принадлежит ЮАР (по мировым меркам считается среднеразвитой страной), на которую приходится 87% населения ЮАТС, более 92% совокупного валового внутреннего продукта и 87% внешнеторгового оборота. Страна, обладающая богатыми природными ресурсами, производит и экспортирует товары достаточно широкой номенклатуры, включая золото, уголь, руды цветных и черных металлов, изделия из них, а также транспортные средства, бытовую электронику, строительные материалы, бумажную продукцию. Производственная и экспортная база остальных членов объединения остается узкой. Основными экспортными товарами Ботсваны являются алмазы, никель и говядина, Намибии – алмазы, цветные металлы, рыба, Лесото – одежда и текстиль, Эсватини – ароматические масла, разнообразные химические добавки, сахар. Узость внутренних рынков и ресурсов порождает острую зависимость экономик этих стран от экспорта нескольких товаров и, соответственно, импорта широкой гаммы продукции. Это отражает показатель отношения внешней торговли к ВВП, который является высоким у всех членов Объединения, особенно у Лесото (164) и Эсватини (146).
Несмотря на существенные различия страны – члены ЮАТС объединяет необходимость решения общих проблем, связанных с бедностью, структурной перестройкой экономики и снижением зависимости от экспорта сырья, достижением экономической и политической стабильности Юга Африки, расширением участия в международном разделении труда и защитой внешнеторговых интересов.

## Страны-участники
1. Эсватини
2. Лесото
3. Ботсвана
4. ЮАР
5. Намибия (с 1990 года).